# Philereme senescens
Philereme senescens là một loài bướm đêm trong họ Geometridae.